# Krsto Stjepanov Balović
Krsto Balović, diplomat i lokalni dužnosnik iz Perasta

## Životopis
Rođen u hrvatskoj patricijskoj obitelji iz Perasta Balovićima. Unuk Matije Krstova Balovića, sinovac kotorskog kanonika i primicerija Vicka, sin pomorca, suca i notara Stjepana Matijina Balovića. Imao je dva brata.
Bio je u diplomatskoj službi Mletačke Republike. U Aleksandriji je bio vicekonzul. Bio je kapetan u Perastu. Sin Andrija bio je kapetan trgovačke mornarice i inspektor Austrijskog Lloyda u Trstu.